# Томаш Собоцький
Томаш Собоцький гербу Долива (нар. бл. 1508 — пом. 1547) — польський державний діяч, дипломат, чашник великий коронний (1539—1547), бургграф краківський (1544—1547), канцлер великий коронний (1544—1547).

## Життєпис
Народився Томаш близько 1508 року в сім'ї Томаша Собоцького, дідича Соботи, та Ельжбети Бєлавської. Мав сестру Дороту, дружину каштеляна цєханувського та черського і воєводи мазовецького Яна Дзєжґовського; також братів Якуба та Брикци, каштеляна ґостинінського.
10 червня 1525 року, разом із братом Якубом, Томаш Собоцький записався до Віттенберзького університету, був учнем Філіппа Меланхтона. Собоцький був прихильником Реформації та поділяв її ідеологію з оточуючими.
Завдяки протекції чоловіка сестри, черського каштеляна Яна Дзєжґовського, Томаш Собоцький вдало розпочав кар'єру. Як королівський придворний Сигізмунда Старого 1532 року отримав уряд войського ленчицького, який обіймав до кінця життя. Протягом 1533—1535 років перебував із королем у Литві. 1535 року як посол їздив до угорського короля Яноша Заполья із запрошенням на шлюб Ядвіги Ягеллонки та бранденбурзького курфюрста Йоахіма II Гектора. 1536 року Собоцький отримав у Вільні наказ прийняти мазовецькі староства на користь королівської скарбниці від Анни з Одровонжів. Однак його намагання виконати королівський мандат виявилися безрезультатними. 11 червня 1536 Томаш Собоцький із братами Якубом і Брикци отримали привілей на заснування на німецькому праві міста Добжелін.
У березні 1537 року Томаш Собоцький їздив у посольство до Пруссії, у травні цього ж року він очолив обиденційне посольство (посольство послуху) до папи Павла III. Був королівським послом на сеймик 1538 року.
У квітні 1539 року отримав уряд чашника великого коронного (1539—1547). Виїхав у посольство до Османської імперії 1539 року.
Протягом 1540—1542 років перебував у Вільні разом із королем. 17 жовтня 1542 року отримав від короля пожиттєвий річний чинш 100 флоринів від краківської єврейської гміни. 21 лютого 1543 року отримав староство равське, 1544 року став бургграфом краківським. Орієнтовно 1544 чи 1545 року отримав посаду канцлера великого коронного, зберігши всі попередні уряди.
Помер Томаш Собоцький на початку лютого 1547 року в Кракові, можливо через поширену на той час у місті епідемію. Був похований у парафіяльному костелі в Соботі, пізніше брати Брикци зробив йому надгробок з бронзи з гравіюванням та різьбленням.